# Keramika Džómon
Keramika Džómon (japonsky 縄文土器, džómon doki), je nejstarší neolitická keramika nacházená na území dnešního Japonska, pro kterou je charakteristické zdobení provazcovými ornamenty.
Podle této keramiky je pojmenované i  prehistorické japonské období Džómon spadající přibližně do let cca 8000 př. n. l. až 300 př. n. l.

## Charakteristika
Výraz „džómon“ (縄文) znamená v japonštině zhruba „provazový vzor“ a vychází ze skutečnosti, že většina hliněných nádob tohoto období nese na svém povrchu otisky vytvořené šňůrou nebo provázkem. Obvyklý způsob tohoto zdobení spočívá v tom, že kroucená šňůra byla vtisknuta do vlhké hlíny, aby vytvořila různé dekorativní vzory a motivy.
Keramika byla vyráběna ručně, často metodou točení, a byla nejprve vypalována na otevřeném ohni při teplotě mezi 400 až 500 °C.
Velikost a tvar keramiky se liší jak podle období, tak podle regionu. Například většina rané keramiky jsou velkokapacitní zásobní nádoby téměř válcovitého tvaru. Později, v období středního Džómonu, se repertoár tvarů rozrůstá a stává předchůdcem většiny pozdějších džómonských nádob, které se však opakují v menších velikostech. Rozmanitost vzorů byla výsledkem experimentování, technologického pokroku nebo geografických rozdílů a lze podle nich keramiku následně klasifikovat.
Ve většině případů se jednalo o užitkovou keramiku pro skladování zásob nebo úpravu jídla. Výjimkou jsou malé hliněné sošky dogú (土偶) jejichž přesný účel není znám ale předpokládá se, že měly určité rituální funkce.
Co se týká používaného materiálu, tak hlíny v severním Japonsku se nelámaly tak snadno jako na jižním Honšú, Šikoku a Kjúšú. Nádoby z Kjúšú, které není třeba restaurovat, jsou vzácností. Nicméně, kompletní nebo snadno opravitelné nádoby z oblasí Kantó, Tóhoku a Hokkaidó se počítají na tisíce. Oblast Kansai je v tomto ohledu přechodnou oblastí.

## Historie
Ačkoliv je rané období Džómon datováno zhruba kolem 8000 př. n. l., tak keramika samotná nebo její fragmenty se objevují již před tímto obdobím. 
Analýza zuhelnatělých zbytků potravy ulpívajících na keramice prokázala, pomocí radiouhlíkové metody, počáteční období této keramiky do let cca 15000 př. n. l. až 11800 př. n. l.  Ač není jasné, zda tato keramika pocházela z pevniny nebo byla vyrobena přímo na japonských ostrovech, tak se jedná o nejstarší známou hrnčířskou keramiku na světě.
Výzkum radiokarbonového datování džómonské keramiky, zejména na planině Kantó ve středním Japonsku, ukazuje časovou shodu mezi změnami životního prostředí a lidskými aktivitami během holocénu, přibližně v období od 11500 př. n. l. do 2800 př. n. l. Tyto environmentální změny, reflektované ve vyráběné keramice se následně promítají i do stadií na které je chronologicky rozděleno samotné období Džómon.
Kolem roku 300 př. n. l.byla keramika Džómon postupně vytlačena (nahrazena) keramikou Jajoi, která byla jednodušší a měla dokonalejší provedení. Japonsko v té době zároveň vstoupilo do doby železné a celkově to značilo příchod nové kultury, které se v japonských dějinách označuje jako období Jajoi.

## Galerie

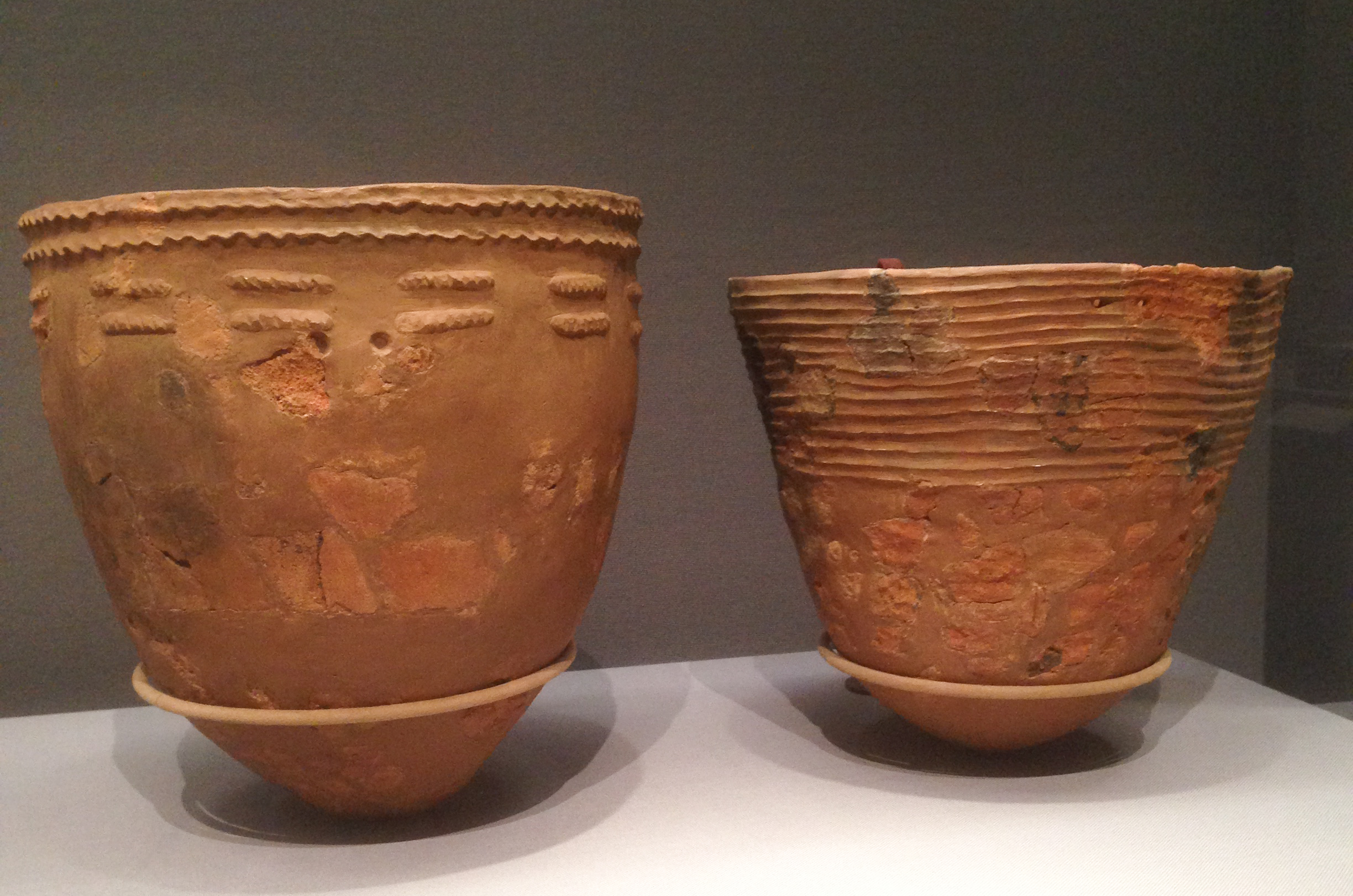
Hluboké mísy, cca 11000 – 7000 př. n. l.
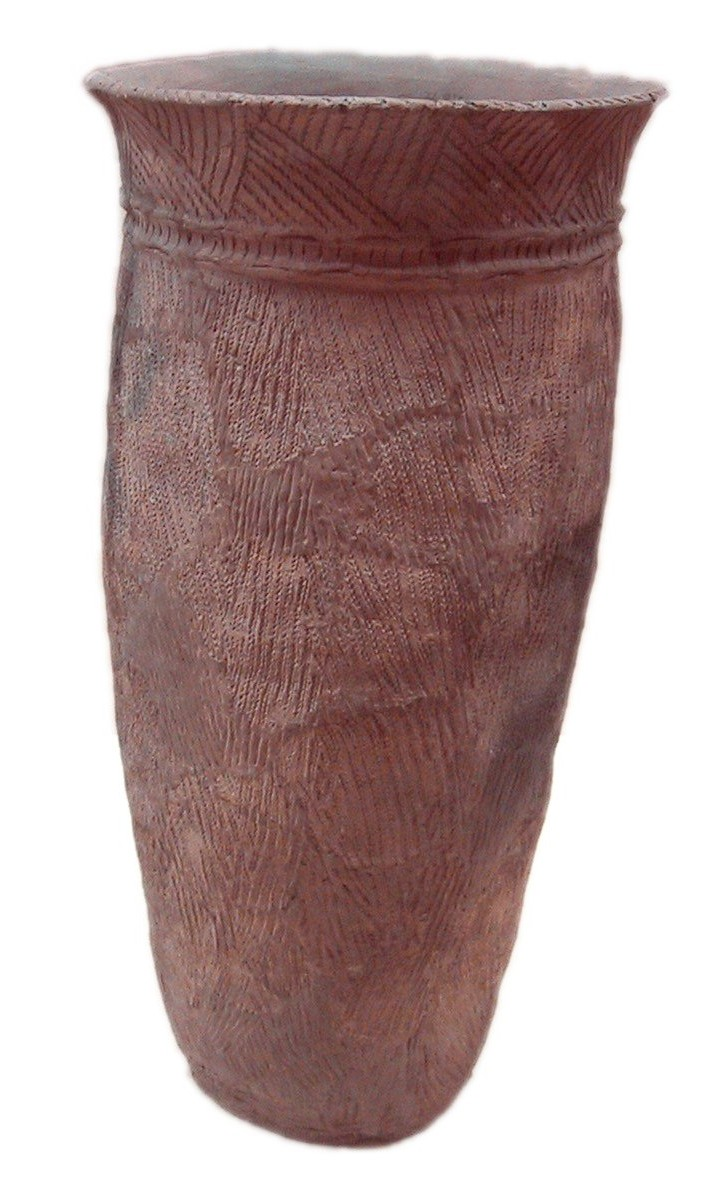
Nádoba, cca 5000 – 4000 př. n. l.
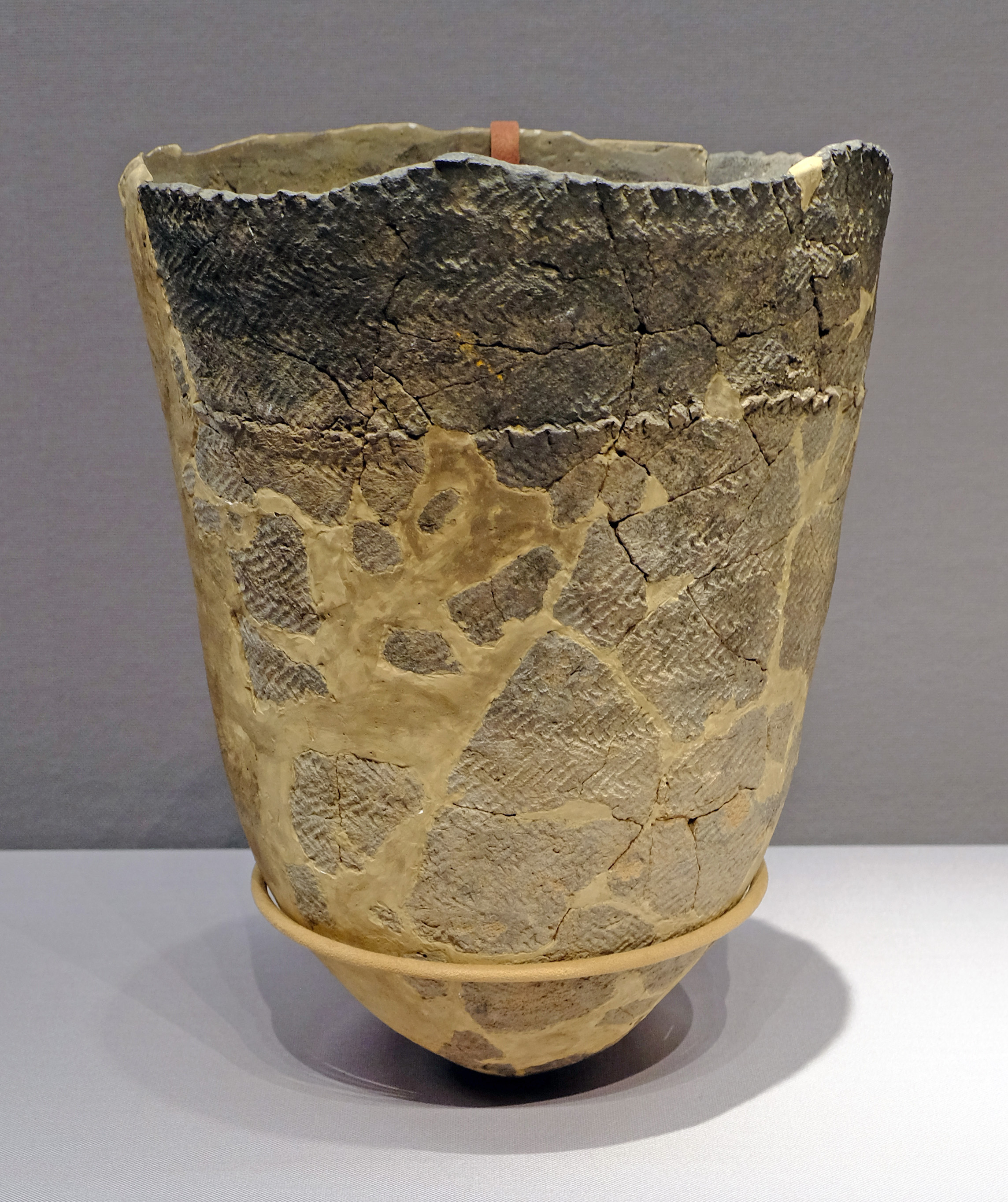
Miska, cca 4000 – 3000 př. n. l.
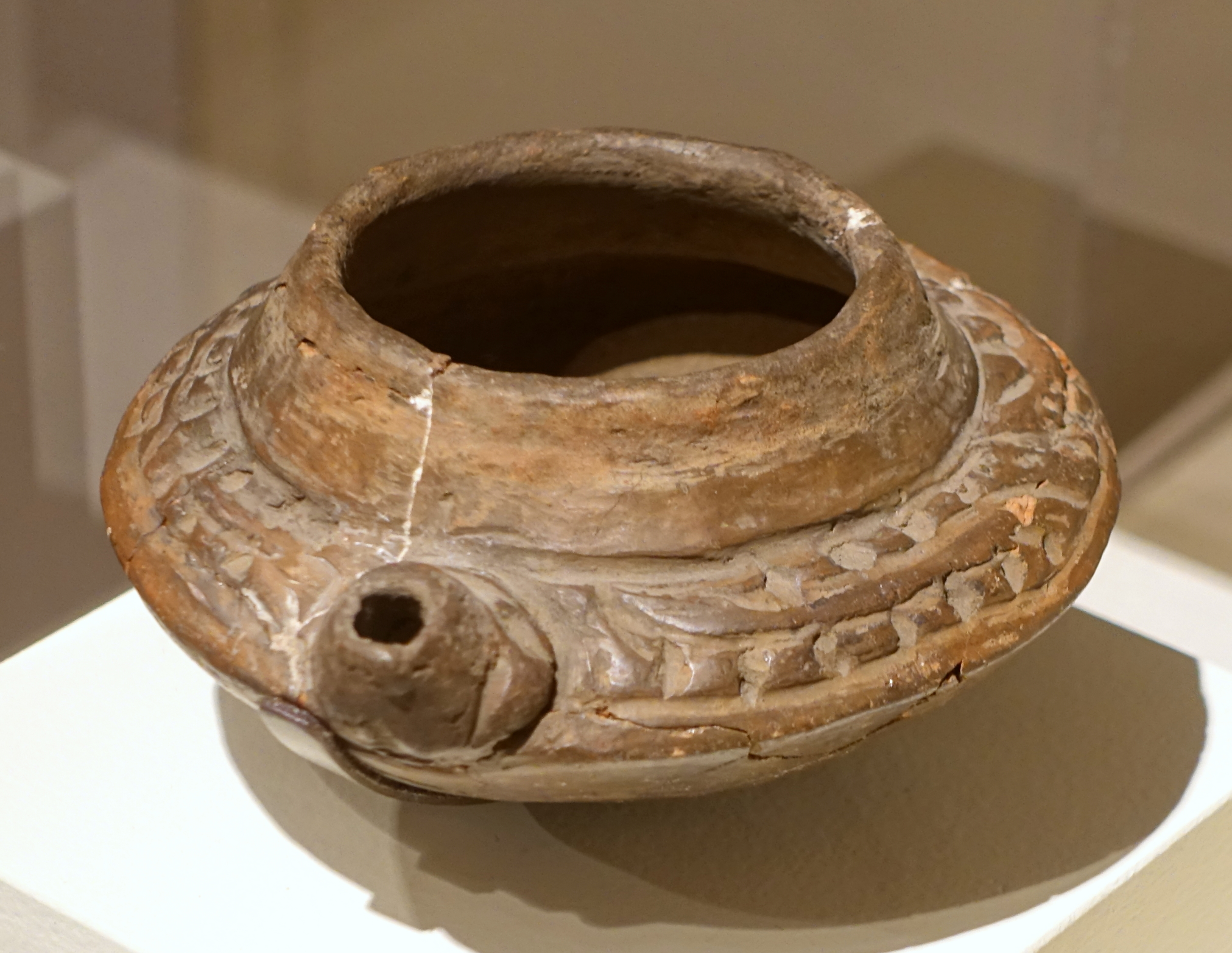
Konvice, cca 1000 př. n. l.
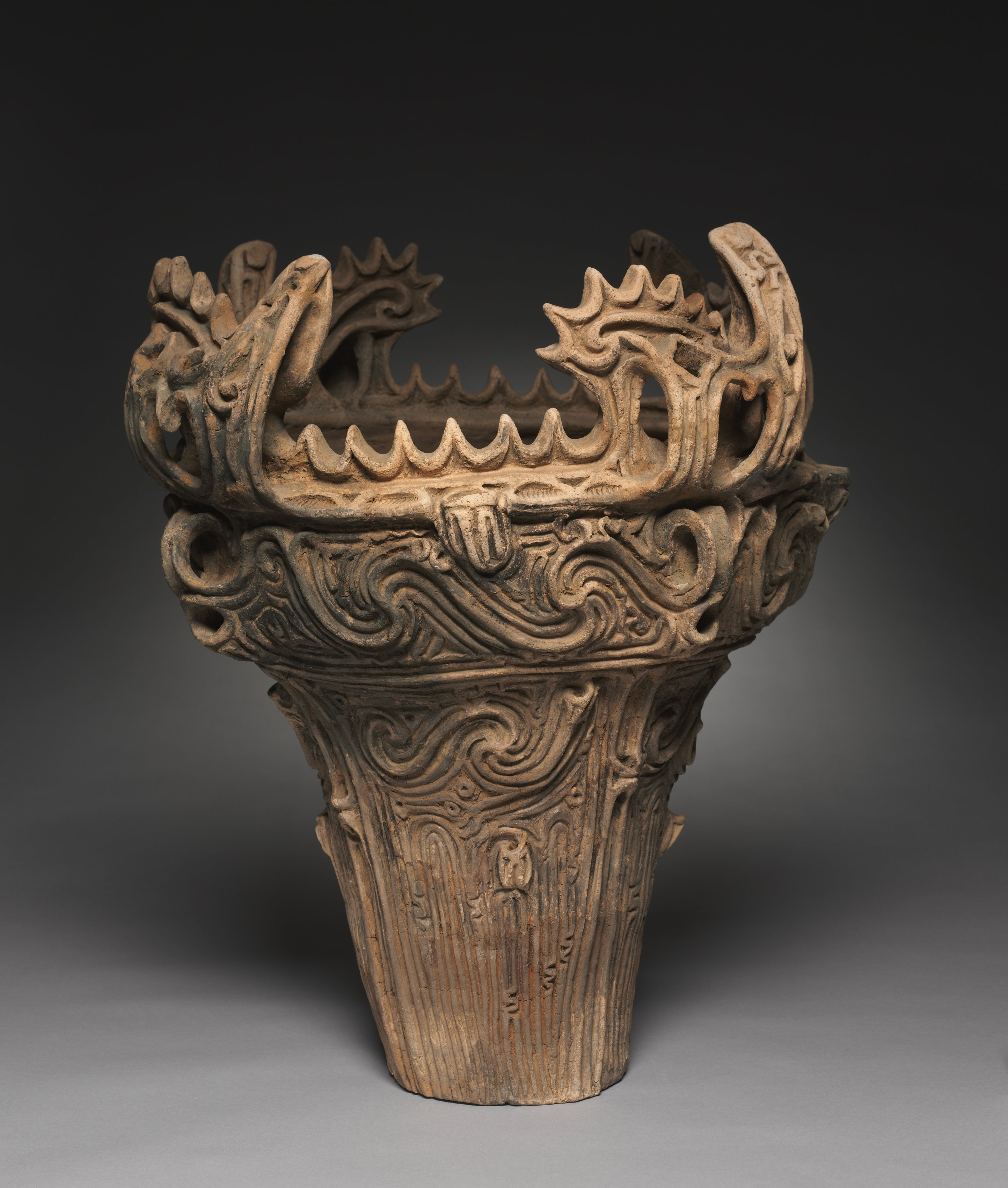
Keramika „plamenného typu“, cca 2750 př. n. l.
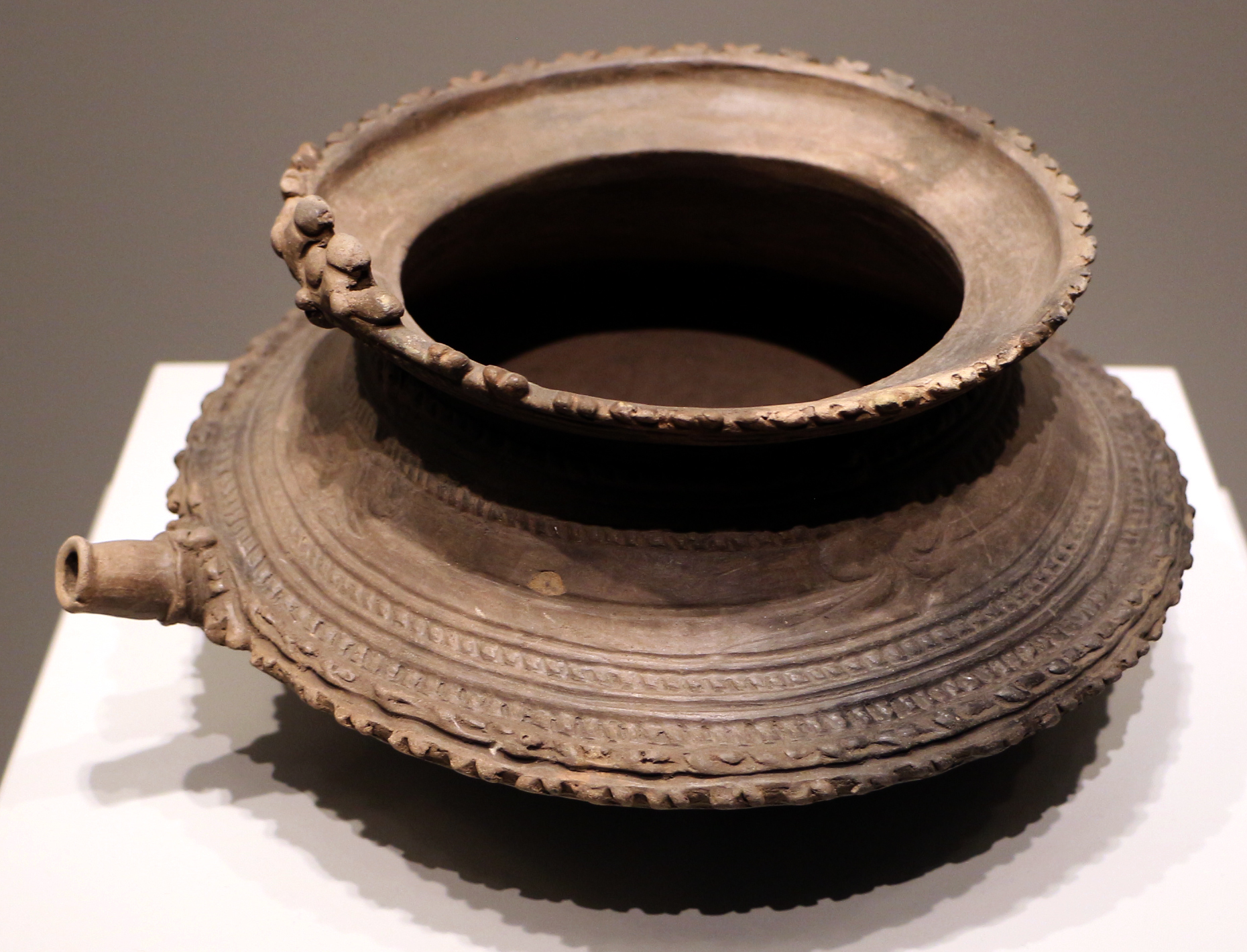
Konvice, cca 1000 – 300 př. n. l.
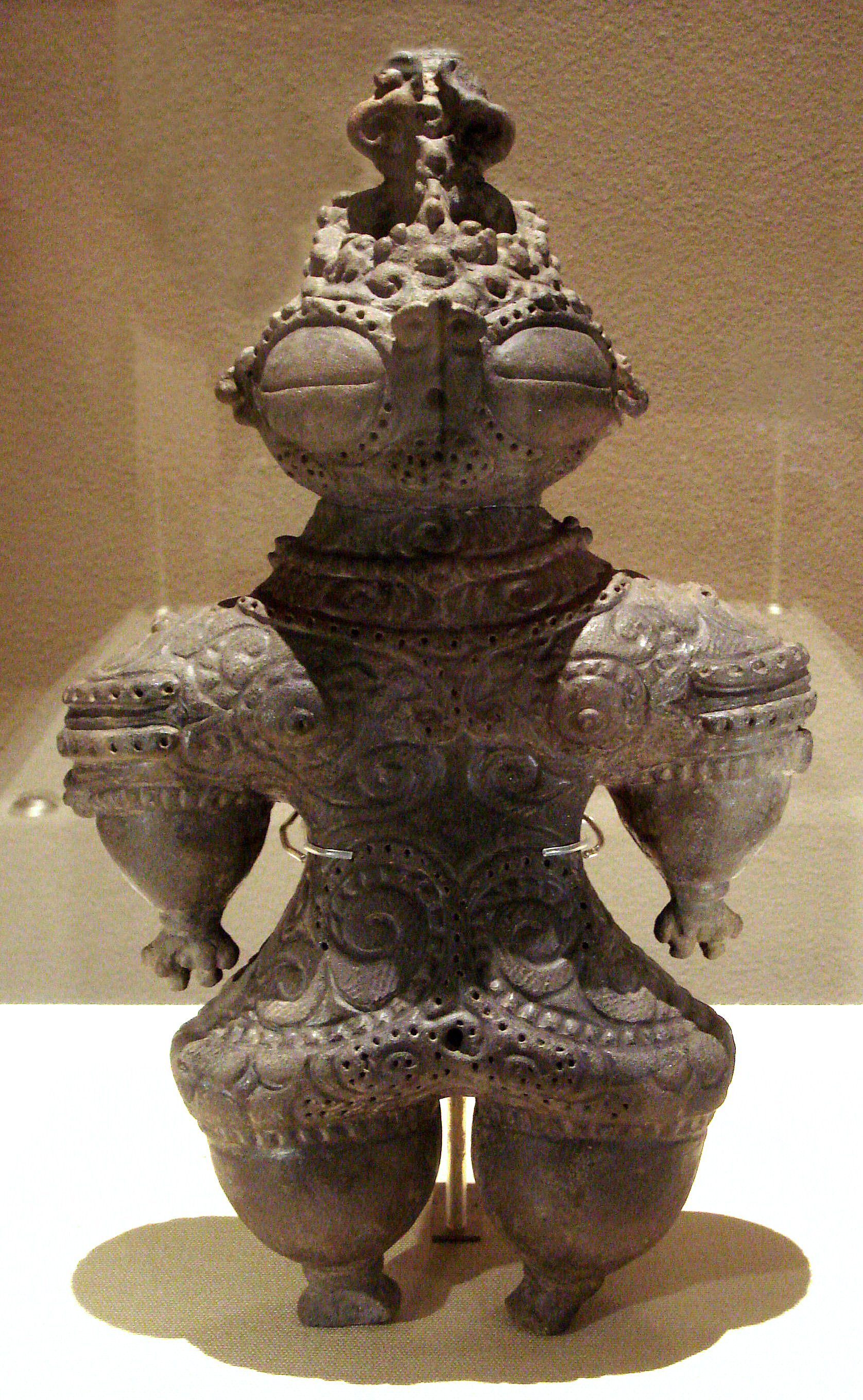
Soška Dogú, cca 1000 – 400 př. n. l.